# 厳家淦故居
厳家淦故居（げんかかんこきょ、繁: 嚴家淦故居）は、中華民国台北市中正区に所在する、第2代総統の厳家淦が邸宅として使用していた建築物である。日本統治時代の1900年（明治33年）に台湾銀行頭取の公邸として建設されたものであり、中華民国の国定古蹟に指定されている。

## 施設の概要
総統府などの中央政府官庁が密集している博愛特区に位置し、常に厳重な管理下に置かれていた。建坪は200坪以上、敷地面積は843.73坪である。尖塔を有する2階建ての洋風建築を主体とし、1920年（大正9年）には隣接して木造の日本家屋が増築された。1階は応接間・食堂・和室、2階は書斎・寝室・居間から成る。邸宅の設計者は不明だが、中央研究院台湾史研究所の黄蘭翔は、台湾総督官邸（現：台北賓館）や朝鮮総督府庁舎を手掛けた野村一郎が設計者ではないかと推測している。

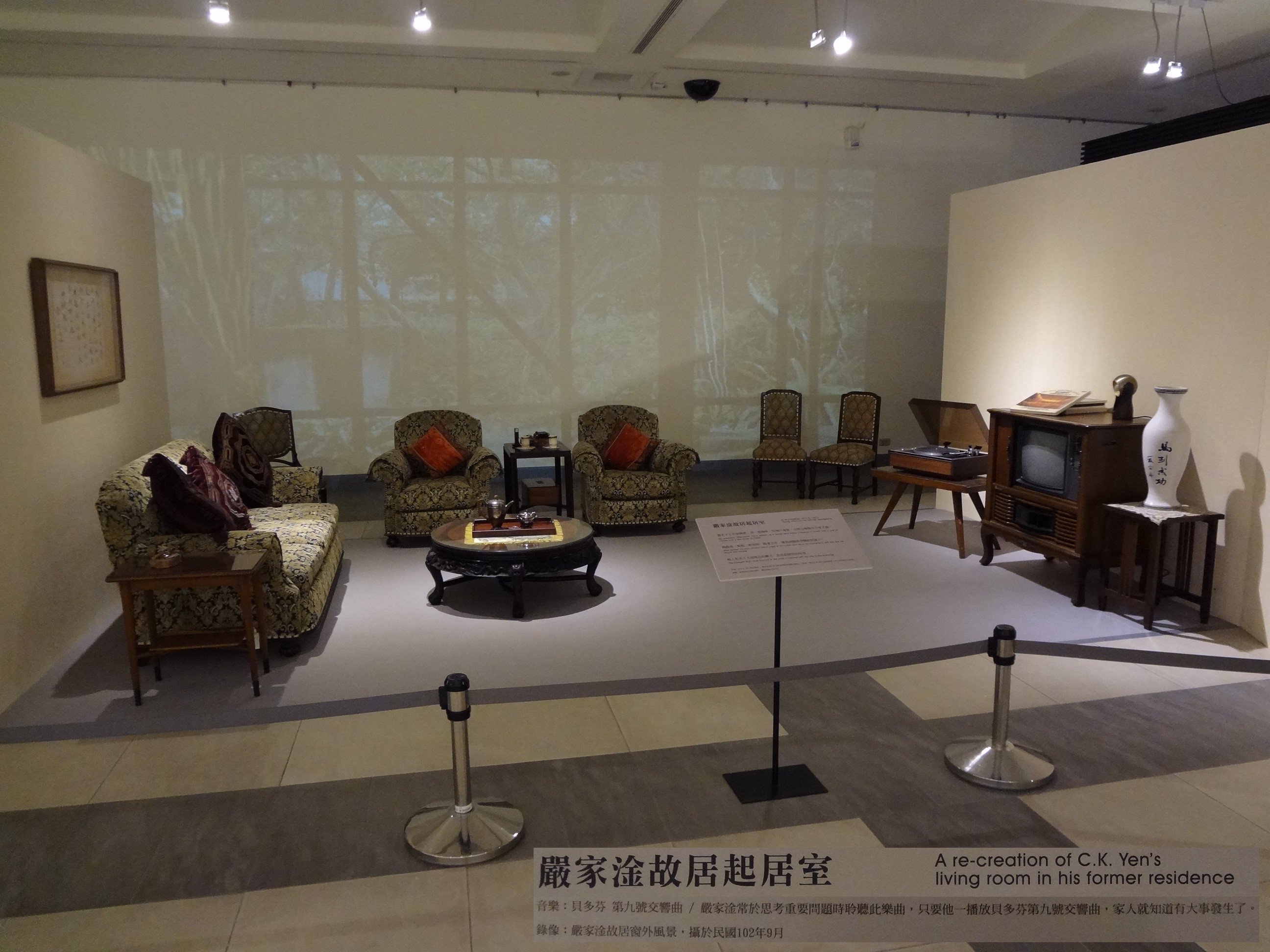
居間の再現展示（2013年12月、国立国父紀念館にて）

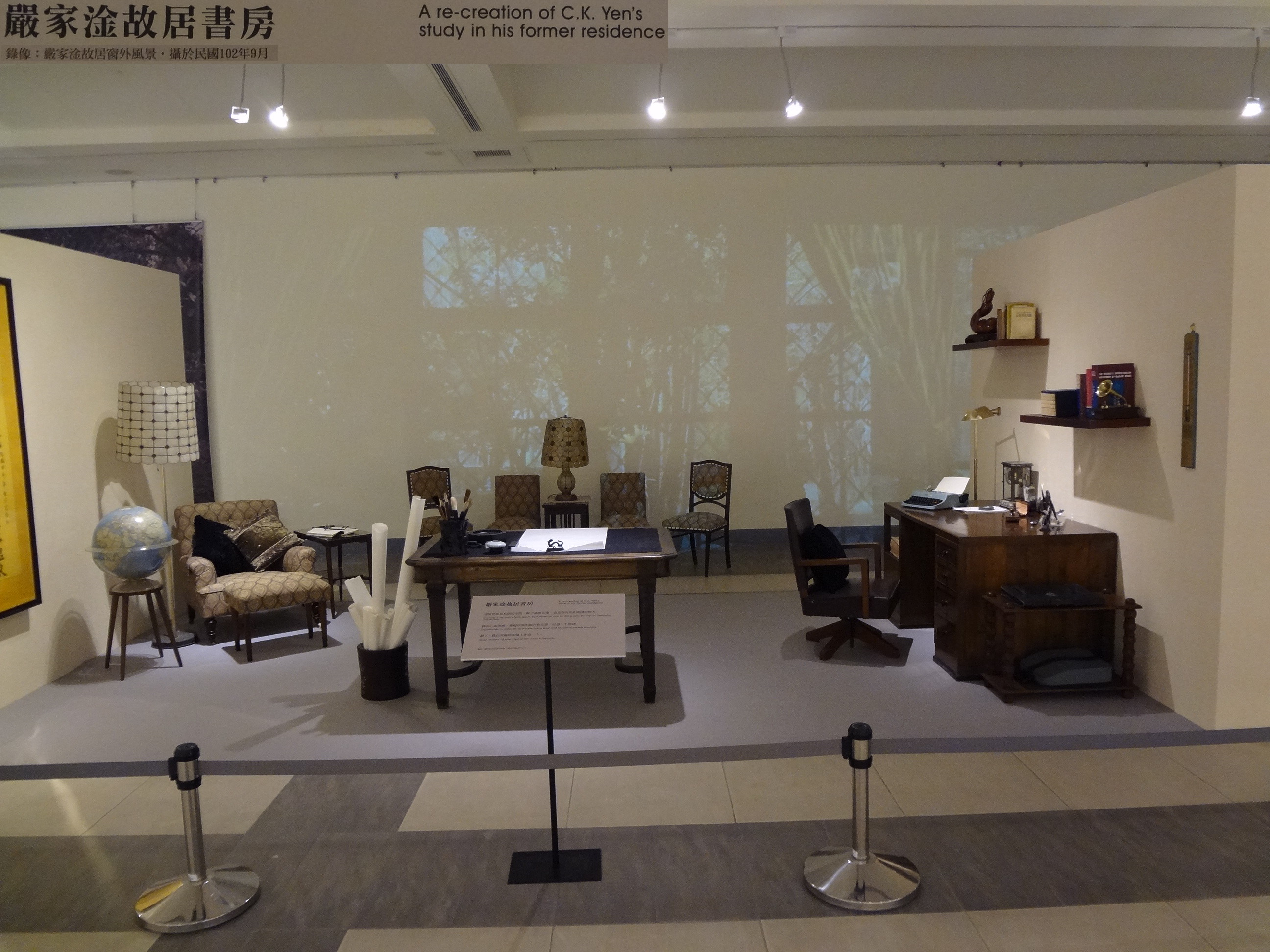
書斎の再現展示（2013年12月、国立国父紀念館にて）

調度品は厳家淦が暮らしていた当時の状態のまま保存されており、音響機器やテープレコーダー、16mmカメラ、パーソナルコンピュータ、アメリカ大統領のリチャード・ニクソンから贈られた灰皿、厳家淦が故郷の蘇州から持ってきた食器などが残されている。

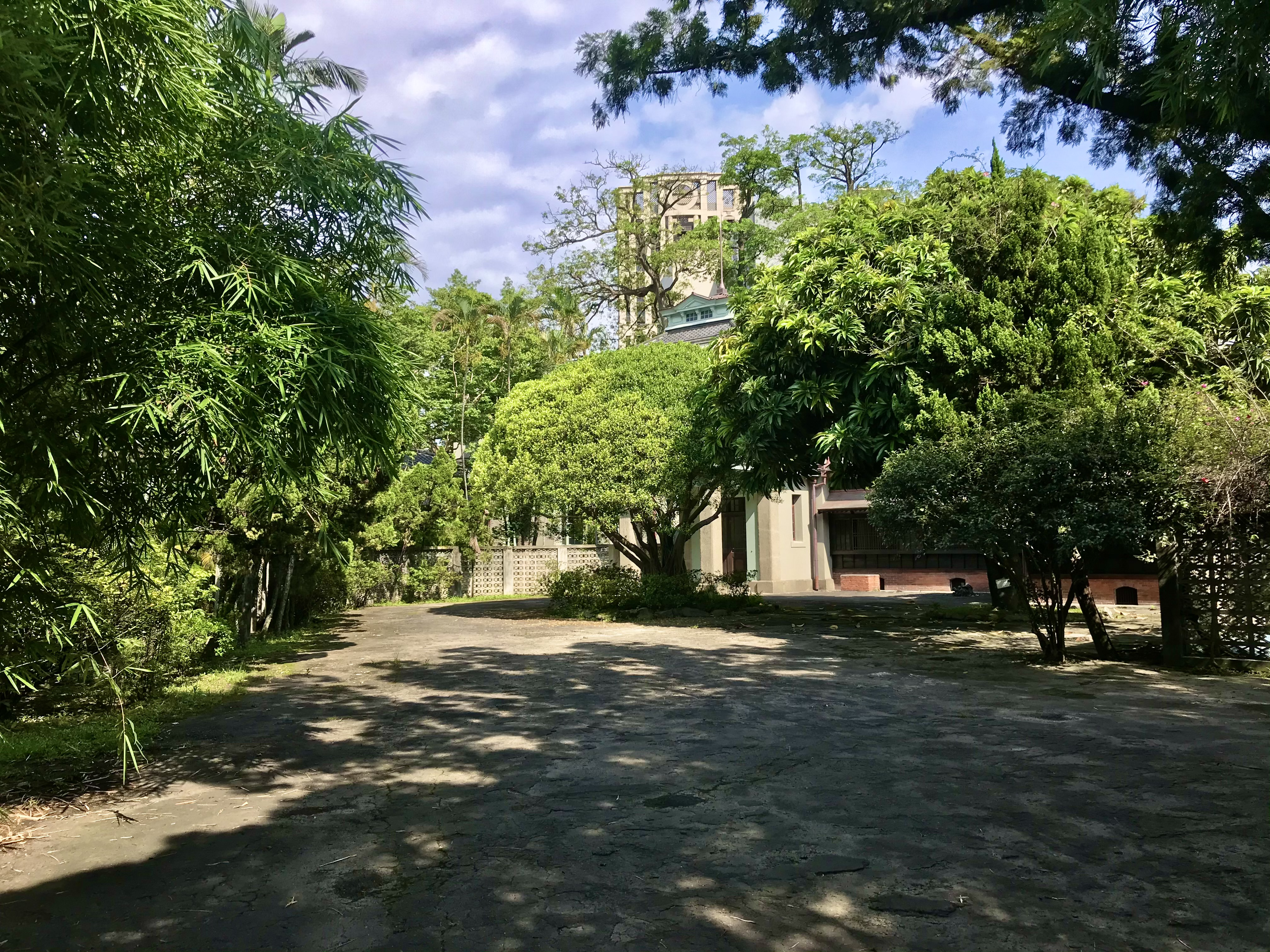
庭

庭の樹木は日本統治時代に植えられたもので、アラカシ・シマサルスベリ・ガジュマル・フウなど、ほとんどが台湾の在来種である。
厳家淦故居に隣接する大同之家は、かつて厳家淦が仕事場・貴賓室として使用していた施設である。
至近距離に位置する中華民国総統官邸の警備上の理由から、厳家淦故居は基本的に一般開放されておらず、特別に開放するイベントを行う場合でも警察の許可が必要である。

## 沿革

### 厳家淦邸として
1945年（昭和20年/民国34年）に台湾省行政長官公署の役人として一家で台湾に移住した厳家淦は、翌1946年に台湾銀行の董事長に就任し、この邸宅に居を構えた。厳家淦が1966年（民国55年）の選挙で副総統に選出されると、彼はこの邸宅を台湾銀行から買い取って総統府の管轄とした。当時の総統府の公的文書では、厳家淦邸は重慶寓所と呼ばれていた。
総統退任後の1986年（民国75年）9月、厳家淦は脳出血に倒れて寝たきりとなり、1993年（民国82年）12月24日に死去するまで台北栄民総医院に入院し続けた。1999年（民国88年）12月24日、奇しくも厳家淦の死から丁度6年後に当たる日、厳家淦の妻である劉期純は重慶寓所にて死去した。

### 国定古蹟への指定
厳家淦の四男である厳雋泰は留学から帰国して結婚した後、重慶寓所を再び住処としていた。2000年（民国89年）3月21日、総統府第三局の職員が厳雋泰を訪ね、「元総統の未亡人たる劉期純が死去したため官舎を借用し続ける理由が消失した」という理由から、法律に基づいて4月30日までに重慶寓所を明け渡すよう通告した。偶然これを知った民主進歩党（民進党）所属の立法委員である范巽緑は、複数の文化・建築学者と共に厳家淦故居を訪問した。この時、伝統建築の専門家である李乾朗は「厳家淦故居は台北市に現存する日本統治時代の官舎の中でも優れたものであり、国定古蹟に値するであろう」と指摘した。4月6日、台北市政府文化局長の龍應台は専門家を招集して会議を開き、4月18日、厳家淦故居を市定古蹟に指定することが満場一致で決定した。
2001年（民国90年）7月17日、内政部国定古蹟審査会は厳家淦故居を国定古蹟に指定することを承認した。翌2002年（民国91年）1月23日、厳家淦故居は正式に国定古蹟に指定された。
2004年（民国93年）11月7日、厳家淦の生誕100年を記念し、陳水扁総統の指示の下、厳家淦故居にて総統府主催の文物展が開催された。